# اورنج رومانی
اورنج رومانی (انگلیسی: Orange Romania) شرکت مخابرات رومانیایی است، که در سال ۱۹۹۷ تأسیس شد.